# Cantaridina
La cantaridina és un compost químic verinós que s'obté dessecant i fent-ne pols de la cantàrida (Lytta vesicatoria), un coleòpter dins la família Meloidae de color verd daurat. Erròniament, es creia que la cantaridina (que és irritant de la pell, però provoca l'erecció del penis) era un afrodisíac i l'insecte es coneixia com a mosca espanyola (spanish fly).

## En coleòpters
Diverses famílies d'insectes tenen cantaridina. Els insectes la utilitzen com una feromona per l'orientació i atracció (en les famílies Pyrochroidae, Anthicidae); com a mitjà de defensa es troba en les famílies Meloidae i Oedemeridae) i normalment va acompanyada de colors llampants d'advertència:

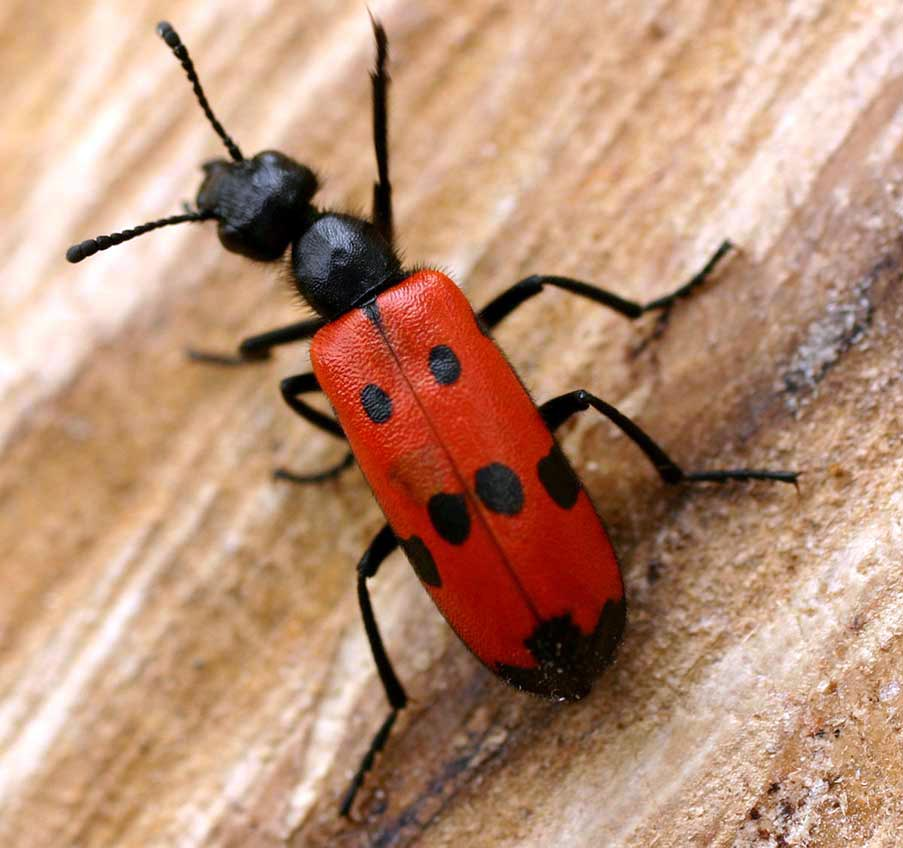
Mylabris quadripunctata la combinació de vermell i negre avisa de la toxicitat
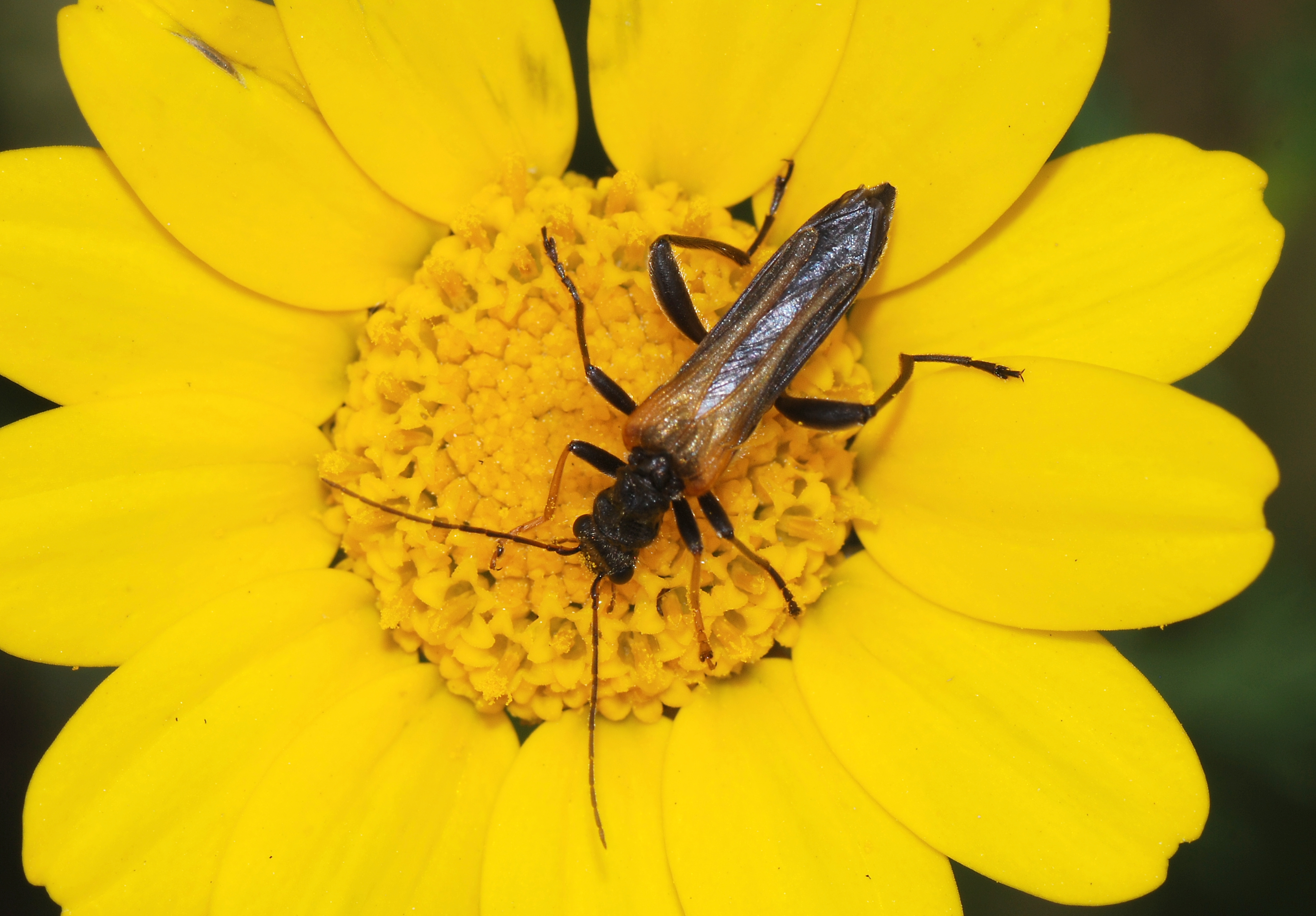
Oedemera simplex groc i negre com advertència
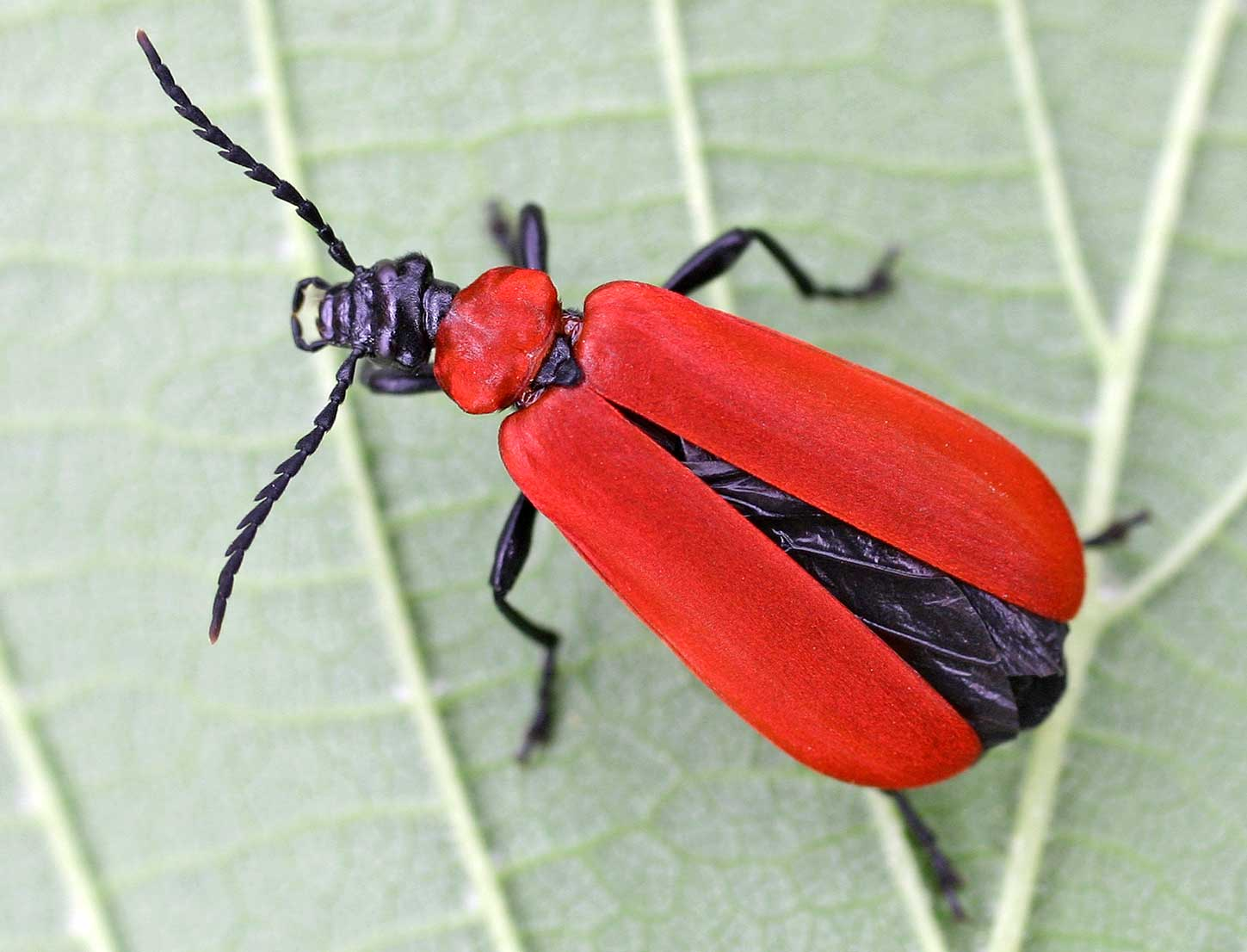
Pyrochroa coccinea; el color vermell com advertència

## Història

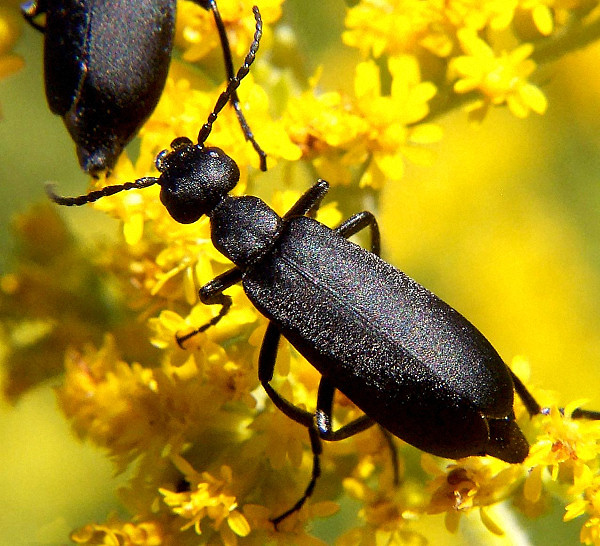
Epicauta pennsylvanica

La cantaridina va ser aïllada primer per Pierre Robiquet a principi del segle xix a partir del coleòpter Lytta vesicatoria. És un sòlid incolor i inodor.

### Ús mèdic
Pels seus efectes adversos potencials es considera un medicament problemàtic en dermatologia and emergency personnel.
En humans si s'ingerix la LD50 és de 0,5 mg/kg, i una dosi de 10 mil·ligrams resulta potencialment mortal.